# Burk
Burk település Németországban, azon belül Bajorországban. Lakosainak száma 1092 fő (2023. december 31.).

## Népesség
A település népessége az elmúlt években az alábbi módon változott:
| Lakosok száma | 616  | 920  | 1035 | 1004 | 1103 | 1095 | 1046 | 1046 | 1081 | 1092 |
|               | 1875 | 1950 | 1975 | 1987 | 2012 | 2014 | 2016 | 2017 | 2021 | 2023 |